# Colin à face blanche
Colinus leucopogon
Espèce
Statut de conservation UICN

 LC  : Préoccupation mineure
Le Colin à face blanche (Colinus leucopogon) est une espèce d'oiseau galliforme appartenant à la famille des Odontophoridae.

## Description
De silhouette arrondie, cet oiseau mesure entre 22 et 24 cm de longueur. Le mâle a une petite huppe, un sourcil blanc, une ligne sombre à travers l'œil, une gorge blanche ou brune et une crête courte. Le bas-ventre est tacheté, mais le reste du dessous est soit clair, soit entièrement tacheté, soit parsemé de roux au niveau de la poitrine selon la sous-espèce. Le mâle pèse 140 g en moyenne. La femelle est plus terne que le mâle avec un sourcil chamois et la gorge tachetée, sa masse moyenne est de 115 g.
Le chant, le plus souvent lancé par le mâle au printemps et en été, est un ascendant, rêche, "bob-Wight" ou ""bob-bob-White".

## Répartition
Cet oiseau se trouve au Salvador, au Guatemala, au Honduras, au Nicaragua et au Costa Rica.

## Habitat
Cette espèce fréquente les savanes arborées ou avec des buissons et les bois.

## Comportement
Cet oiseau vit en petits groupes.

## Alimentation
Cette espèce consomme des graines, de petits fruits et des insectes.

## Sous-espèces
Selon la classification de référence du Congrès ornithologique international (version 15.1, 2025) :
- Colinus leucopogon incanus Friedmann, 1944 — sud du Guatemala ;
- Colinus leucopogon hypoleucus (Gould, 1860) — ouest du Salvador et ouest du Guatemala ;
- Colinus leucopogon leucopogon (Lesson, RP, 1842) — sud-est du Salvador et ouest du Honduras ;
- Colinus leucopogon leylandi (Moore, TJ, 1859) — nord-ouest du Honduras ;
- Colinus leucopogon sclateri (Bonaparte, 1856) — sud-ouest et centre du Honduras et nord-ouest du Nicaragua ;
- Colinus leucopogon dickeyi Conover, 1932 — nord-ouest et centre du Costa Rica.

## Taxonomie
Certains ornithologistes le considèrent comme une sous-espèce du Colin huppé.